# Sipplinger Dreieck
Das Gebiet Sipplinger Dreieck ist ein mit Verordnung vom 16. Februar 1989 des Regierungspräsidiums Tübingen ausgewiesenes Naturschutzgebiet (NSG-Nummer 4.153) im Gebiet der baden-württembergischen Gemeinde Sipplingen im Bodenseekreis in Deutschland.

## Lage
Das rund 15 Hektar (ha) große Naturschutzgebiet Sipplinger Dreieck, in den Molassehängen der Überlinger Steiluferlandschaft im Osten Sipplingens, oberhalb der Bundesstraße 31 Richtung Überlingen, der Bahnstrecke Stahringen–Friedrichshafen und des Waffentals, sowie unterhalb von Burghalde und Rotweilerberg gelegen, gehört naturräumlich zum Bodenseebecken und liegt auf einer Höhe von 400 bis 528 m ü. NHN. Innerhalb der Gemarkung Sipplingen besteht das NSG aus vier Teilgebieten: Rotweilerberg („Rotweiler“, rund 1,1 ha), Absberg (etwa 3 ha), Burghalde („Ebensteig“, rund 5,1 ha) und Geigenberg („Geiggen“) und Löchenberg (etwa 5,9 ha).

## Schutzzweck
Wesentlicher Schutzzweck des NSG Sipplinger Dreieck ist die Erhaltung der äußerst naturnahen und vielfältigen Vegetationseinheiten als seltener Lebensraum einer Vielzahl von gefährdeten und besonders geschützten Pflanzen- und Tierarten.

## Flora und Fauna

### Flora
Aus der schützenswerten Flora sind unter anderem folgende Pflanzenarten zu nennen:
- Buchen, eine Gattung in der Familie der Buchengewächse
- Geißklee, eine Gattung ginsterähnlicher Sträucher aus der Familie der Hülsenfrüchtler
- Kiefern, auch Föhren oder Forlen genannt, eine Pflanzengattung von Nadelholzgewächsen in der Familie der Kieferngewächse
- Seggen, eine Gattung aus der Familie der Sauergrasgewächse
- der Bleiche Schaf-Schwingel (Festuca pallens) aus der Familie der Süßgräser
- das Nickende Leimkraut (Silene nutans) ist eine Pflanzenart der Familie Nelkengewächse
- die Pfingstnelke (Dianthus gratianopolitanus), auch eine Vertreterin der Familie der Nelkengewächse
- die Rispige Graslilie (Anthericum ramosum), eine Pflanzenart in der Familie der Agavengewächse

### Fauna
Aus der schützenswerten Fauna sind neben Amphibien, Reptilien, Schmetterlingen und Bienen folgende Tierarten zu nennen:
- der Berglaubsänger (Phylloscopus bonelli), ein Singvogel aus der Familie der Grasmückenartigen
- der Neuntöter (Lanius collurio), eine Vogelart aus der Familie der Würger
- der Wendehals (Jynx torquilla), der einzige europäische Vertreter der Gattung Jynx in der Familie der Spechte

## Sieben Churfirsten

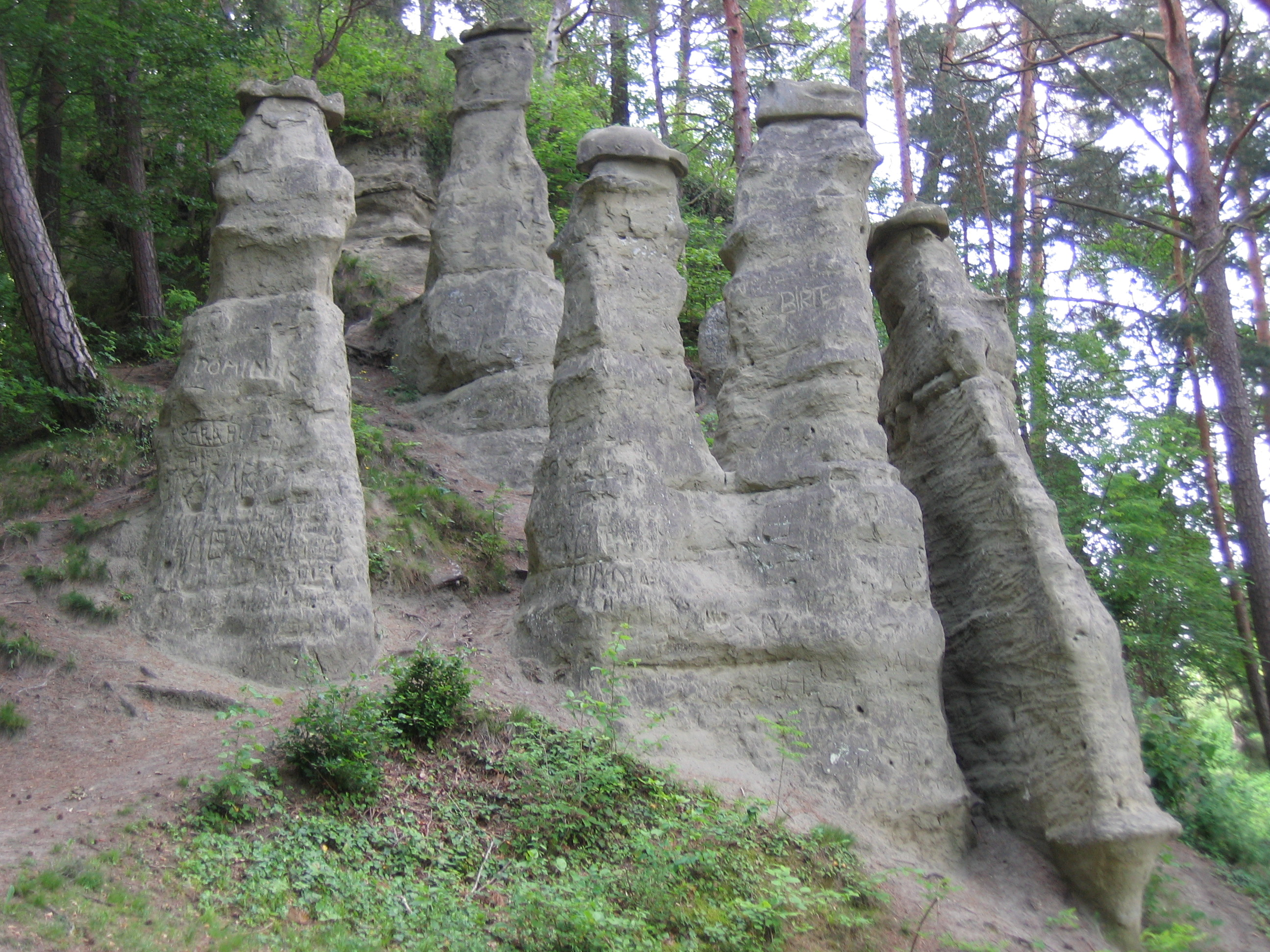
Die Sieben Churfirsten

Innerhalb des Sipplinger Dreiecks, am Rotweilerberg, befindet sich eine geologische Besonderheit, die Sieben Churfirsten, pfeilerartige, fünf bis sieben Meter hohe  Sandsteinfelsen, die in der Nacheiszeit durch Erosion von Regen und Wind entstanden sind.
Der Name der Felsformation soll sich von den Kurfürsten herleiten, die mit ihren Mützen  den Felsen ähnlich sehen. Die „Mützen“ der Felsen bestehen aus härterem Gestein, das den darunterliegenden Sandstein vor Abtragung geschützt hat.

Die Churfirsten sind für Wanderer vom Parkplatz Süßenmühle (0,4 km) als auch von der Ortsmitte Sipplingens (1,8 km) her leicht zu erreichen.